# Robert Archibald
Robert Michael Archibald jr. (Paisley, 29 marzo 1980 – Barrington, 23 gennaio 2020) è stato un cestista britannico, professionista nella NBA e in Europa.

## Carriera
Venne selezionato dai Memphis Grizzlies al secondo giro del Draft NBA 2002 (32ª scelta assoluta).
Con la Gran Bretagna disputò i Giochi olimpici di Londra 2012 e due edizioni dei Campionati europei (2009, 2011).

## Palmarès
- Liga catalana: 1

Joventut Badalona: 2005
- FIBA EuroCup: 1

Joventut Badalona: 2005-06